# 西六支乡
西六支乡，曾是中华人民共和国山西省晋中市祁县下辖的一个乡镇级行政单位。2021年5月，撤销西六支乡，整建制并入昭馀镇。

## 行政区划
西六支乡下辖以下地区：
西六支村、南社村、王村、祁城村、河湾村、秦村、圪垛村、高村、刘家堡村、梁家堡村、永兴庄村和南庄村。